# Oliereserver
Beviste oliereserver er sammen med beviselige oliereserver og mulige oliereserver de tre mest anvendte mål for, hvor meget olie, et land, et selskab eller en oliekilde indeholder.

## Definitioner

### Beviste oliereserver
Beviste oliereserver er principielt set et mål for, hvor meget olie, der beviseligt findes i et område, der kan udvindes med den eksisterende teknologi til den eksisterende markedspris. Eksempelvis anvendes tallet i Storbritannien om reserver, man er 90% sikre på er teknisk og økonomisk udvindelige. Tallet anvendes dog vidt forskelligt fra selskab til selskab og fra land til land 
I OPEC-landene har man generelt afvist udenlandske vurderinger af tallene for beviste reserver, hvorfor tallet kan være udtryk for andet end geologiske data . Interne kuwaitiske papirer taler om, at de reelle (beviste, beviselige og mulige) oliereserver er omkring halvt så store som det officielle tal for beviste oliereserver; tallet for de beviste oliereserver er overvurderet med omkring 400% .
OPEC-landenes høje tal menes generelt at være et resultat af kartelaftalen indenfor OPEC, der tidligere tillod lande at producere en mængde olie tilsvarende deres beviste oliereserver. Derfor var det politisk interessant for OPEC-landene at opregulere tallet for beviste oliereserver.

### Beviselige oliereserver
Beviselige oliereserver er principielt set et mål for, hvor meget olie, der sandsynligvis findes i et område, der kan udvindes med den eksisterende teknologi til den eksisterende markedspris. Dette vil principielt sige, at der ikke er tale om olie, man er helt sikker på, man kan udvinde, men som man har belæg for at antage, at man kan udvinde. Med sandsynlighedsregning kan man udtrykke det sådan, at mens man ved beviste oliereserver typisk opgiver den mængde, man er 90-95% sikker på, eksisterer i en kilde, udtrykker man ved beviselige oliereserver den mængde, man er 50% sikker på at finde. Når man lægger en lang række oliekilder sammen, der alle sammen er udtrykt med 50% sikkerhed, får man tal, der teoretisk bør ligge meget tæt på det faktiske tal, mens man, hvis man lægger en lang række tal sammen, der alle er konservativt vurderede (med 90-95%), så får man et tal, der nok ligger væsentligt lavere end det reelle tal.

### Mulige oliereserver
Mulige oliereserver er oliereserver, man er mindre end 50% sikker på, man kan udvinde. Dette kan enten skyldes, at en egentlig boring ikke er gået i gang i et område, eller fordi, der endnu ikke er lavet boreprøver i et område. Tallet kan også inkludere en fremskrivning af markedsprisen på olie, eller en fremskrivning af den tilgængelige teknologi. På grund af de mange faktorer, der påvirker, hvordan man udregner tallet er det vanskeligt at sammenligne mulige oliereserver mellem to forskellige selskaber eller to forskellige lande, da de sandsynligvis vil anvende forskellige udregningsmetoder.

## Tallenes kvalitet
Som det tidligere er nævnt skelner de fleste OPEC-lande ikke mellem de tre typer af oliereserver, og tallene opgivet gør det vanskeligt at sammenligne tal fra resten af verden med OPEC-landenes tal. Dette er et selvstændigt problem, der gør, at man vurderer, at OPEC-landene har alt fra 2/3 af verdens oliereserver ned til 1/3 af verdens oliereserver. Derudover anvender forskellige virksomheder forskellige mål for, hvornår reserver falder under en af de tre kategorier, og mange virksomheder har flere gange skiftet målemetode, hvilket gør det vanskeligt at vurdere den reelle udvikling i firmaers såvel som verdens reserver.
De fleste officielle opgørelser er angivet ved beviselige oliereserver. Tallet er et konservativt estimat, så man burde kunne antage, at den mængde olie, der angives, er en mængde olie, man er forholdsvis sikker på at kunne udvinde (OPEC undtaget). Det store problem er at lave betragtninger over tid. Når tallene hele tiden angives med en konservativ margin, så vil man, efterhånden som man pumper olie op, regulere tallene for beviste reserver betragteligt. Dette betyder, at det for den enkelte kilde vil se ud som om at den totale mængde af olie i kilden er voksende over tid, og dette får tallet for beviste reserver til at vokse langt hastigere end tallet for beviselige reserver, hvis der ikke findes nye oliekilder.

## Verdens største beviste oliereserver, 2005
Denne tabel indeholder de 10 lande, der angiver de største officielle tal for beviste oliereserver. Det er værd at bemærke, at Canada i år 2004 ikke var med på listen, men i år 2005 lå som verdens næststørste indehaver af olie. Dette skyldes, at man i Canada har besluttet at omtale tjæresand som "beviste reserver". Af disse lande er alle, på nær Rusland og Canada, medlemmer af OPEC.
| Nummer | Land                       | Milliarder tønder |
| ------ | -------------------------- | ----------------- |
| 1      | Saudi-Arabien              | 261.9             |
| 2      | Canada                     | 178.8             |
| 3      | Iran                       | 125.8             |
| 4      | Irak                       | 115.0             |
| 5      | Kuwait                     | 101.5             |
| 6      | Forenede Arabiske Emirater | 97.8              |
| 7      | Venezuela                  | 77.2              |
| 8      | Rusland                    | 60.0              |
| 9      | Libyen                     | 39.0              |
| 10     | Nigeria                    | 35.3              |